# 264e division d'infanterie (Allemagne)
Pour les articles homonymes, voir 264e division.
La  264e division d'infanterie (en allemand : 264. Infanterie-Division ou 264. ID) est une des divisions d'infanterie de l'armée allemande (Wehrmacht) durant la Seconde Guerre mondiale.

## Historique
La 264. Infanterie-Division est formée le 20 mai 1943 avec du personnel de la Wehrkreis VI en Belgique.
Elle est envoyée en Croatie en octobre 1943 dans la Dalmatie et prend part à des opérations anti-partisans.
Elle est détruite le 5 décembre 1944 dans la poche de Knin et les survivants sont intégrés dans la 11. Feld-Division (L), ainsi que dans d'autres unités de l'Heeresgruppe E.
Elle est reformée le 27 janvier 1945 au Danemark et son quartier-général est placé à Hobro dans la péninsule de Jutland.
Du 28 avril au 4 mai 1945, la division est dans la zone de Lübeck où elle finit la guerre lors de la reddition de l'Allemagne nazie.

## Organisation

### Commandants
| Date                               | Grade                  | Commandant           |
| ---------------------------------- | ---------------------- | -------------------- |
| 1er juin 1943 - 18 avril 1944      | Generalleutnant        | Albin Nake (de)      |
| 18 avril 1944 - 15 mai 1944        | Generalleutnant        | Otto-Joachim Lüdecke |
| 15 mai 1944 - 25 septembre 1944    | General der Infanterie | Martin Gareis        |
| 25 septembre 1944 - 9 octobre 1944 | Generalmajor           | Paul Hermann         |
| 9 octobre 1944 - 5 décembre 1944   | Generalmajor           | Alois Windisch (de)  |

### Officiers d'opérations (Generalstabsoffiziere (Ia))
| Date                             | Grade          | Commandant       |
| -------------------------------- | -------------- | ---------------- |
| 10 juillet 1943 - 1er avril 1945 | Oberstleutnant | Helmut Oppermann |
| 1er avril 1945 - ? 1945          | Major          | Tyrell           |

## Théâtres d'opérations
- Belgique : juin 1943 - octobre 1943
- Croatie et Balkans : octobre 1943 - décembre 1944
  - Opérations anti-partisans en Croatie
    - Opération Delphin
    - Opération Morgenwind II

## Ordres de bataille
- Grenadier-Regiment 891
- Grenadier-Regiment 892
- Grenadier-Regiment 893
- Artillerie-Regiment 264
  - I. Abteilung
  - II. Abteilung
  - III. Abteilung
  - IV. Abteilung
- Pionier-Bataillon 264
- Feldersatz-Bataillon 264
- Panzerjäger-Abteilung 264
- Divisions-Füsilier-Bataillon 264
- Divisions-Nachrichten-Abteilung 264
- Divisions-Nachschubführer 264